# Les Casetes (Selvanera)
Les Casetes és una masia de Selvanera, al municipi de Torrefeta i Florejacs (Segarra), inclosa a l'Inventari del Patrimoni Arquitectònic de Catalunya.

## Descripció
Edifici de quatre façanes i tres plantes. A la façana principal (Sud), a la planta baixa, hi ha una entrada amb llinda de pedra. A la part dreta de la façana hi ha un mur adherit que forma part d'un tancant.

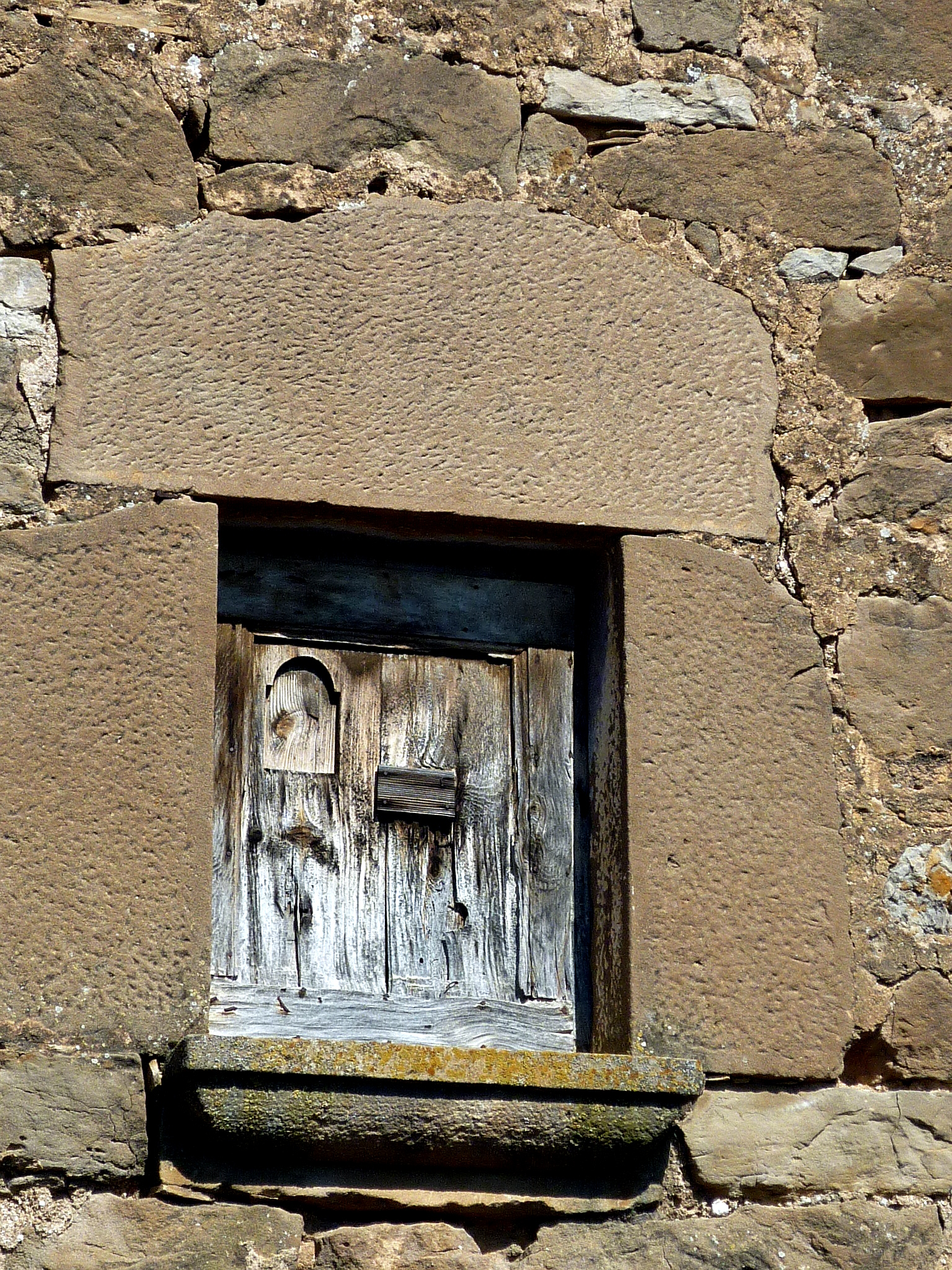
Detall d'una finestra

 A la següent planta hi ha quatre finestres, les dels extrems amb llinda de pedra i ampit. Al darrer pis hi ha quatre finestres. A la façana lateral esquerra (Oest), hi ha un edifici de nova construcció adjunt a la façana. Al darrer pis hi ha una finestra. A la façana oposada a la principal (Nord), hi ha dues finestres. A la part dreta, hi ha l'edifici de nova construcció. A la façana lateral dreta (Est), hi ha diverses finestres.
La coberta és de dos vessants (Nord-Sud), acaba en teula. Té una xemeneia. Destacar també que hi ha una petita era envoltada per murs, i l'edifici de nova construcció.
Està situada als afores de Selvanera, direcció a Mas Fiter.